# Земляци-веселяци
„Земляци-веселяци“ е български видеофилм, комедия от 1986 година на режисьор-постановчик Никола Анастасов, редактор е Александър Лазаров.

## Актьорски състав
| Роля | Изпълнител              |
| ---- | ----------------------- |
|      | н. а. Никола Анастасов  |
|      | н. а. Георги Калоянчев  |
|      | н. а. Стоянка Мутафова  |
|      | н. а. Георги Парцалев   |
|      | н. а. Татяна Лолова     |
|      | з. а. Васил Попов       |
|      | з. а. Вели Чаушев       |
|      | з. а. Сотир Майноловски |
|      | з. а. Димитър Манчев    |

## Награди
- Наградата на Общинския народен съвет за принос в съхранението и популяризирането на габровския хумор на IV Международен фестивал на комедийния филм (Габрово, 1987)[2].